# Edouard Fleissner von Wostrowitz
Il barone Edouard Fleissner von Wostrowitz (1825 – 1888) è stato un crittografo austriaco, ricordato per essere l'autore di un piccolo libro sulla crittografia e per aver resa pubblica una versione modificata della griglia di Cardano nota come griglia rotante o griglia di Fleissner.
Figlio di un ufficiale della cavalleria austro-ungarica, seguì le orme paterne entrando nello stesso corpo militare. Divenne colonnello nel 1872 e, prima del suo ritiro del 1874, fu promosso colonnello comandante.
Nel 1881 pubblicò a Vienna Handbuch der Kryptographie, dove descriveva il suo cifrario a griglia, che fu reso popolare da Jules Verne il quale lo fece utilizzare da un personaggio del suo romando Mathias Sandorf, pubblicato nel 1885.
| Controllo di autorità | VIAF (EN) 4041151717060913900004 · GND (DE) 115107666X |